# Catxirulos de Benaguasil
Els catxirulos de Benaguasil (Camp de Túria), són unes construccions fetes amb pedra seca, que servien de refugi a llauradors i ramaders front a les inclemències del temps. Són construccions generalment de dimensions reduïdes. La seua superfície construïda oscil·la dels 3,50m² del més xicotet als 35m² del més gran. Per a construir el catxirulos bàsicament s'unien les pedres sense argamassa ni ciment, encara que alguns sí que estan reforçats amb estos materials. Generalment varen ser construïts pels mateixos propietaris amb els materials existents en la zona.

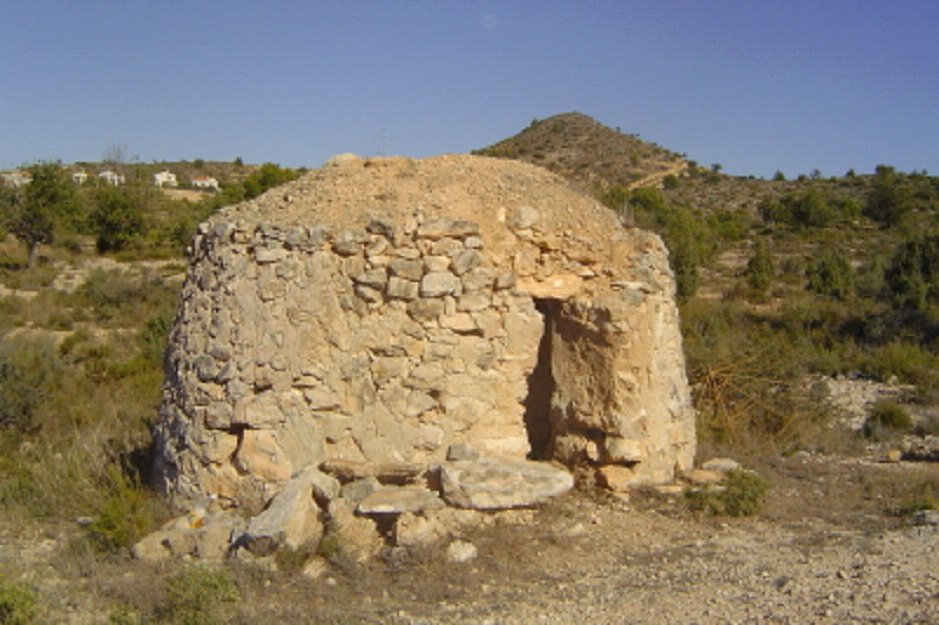
Tipic Catxirulo de Benaguasil

## Etimologia
Catxirulo o/i Catxerulo, en Benaguasil té només el sentit de “refugi rústic de pedra seca, cobert generalment amb una falsa volta”, accepció que comparteixen amb altres poblacions. Però en valencià el significat general és el de “milotxa, estel”. En castellà també vol dir: recipient de licor, especialment aiguardent; embarcació menuda amb tres pals; adornaments amb cintes i plomes que les dones portaven al cap a finals del S. XVIII; i en aragonès, mocador que els baturros duen enrotllats damunt del cap. Tot aquest conjunt d'accepcions, tan diferents entre ells, fan referència a objectes d'un cert volum acabats sempre en una punta o remat cònic.
La primera documentació en valencià, és la de Josep Escrig i Martínez, recollida en el Diccionari Valenciano-Castellano de 1851, on diu: “Cagerul, Cagerulo, Cachirulo. Embarcación muy pequeña con velas al tercio. Suele también aplicarse la voz valenciana á las barracas ó habitaciones rústicas construidas en forma cónica ó que rematan con un cono, y á otras cosas á este parecidas”.

## Extensió geogràfica
La localització en el terme, es circumscriu a les zones que antigament estaven dedicades a cultius de secà: garroferes, oliveres, vinya, etc., no existint-ne cap en la zona d'horta de regadiu. Els podem trobar en les partides de les Travesses i els Cremats, els Cabeços, la Canyada d'Amorós, la Canyada de Mareta, el Pla de Lucas i el Pla de Paterna.

## Tècnica constructiva
El catxirulo està fet completament de pedra seca, sense adorns, construït de forma circular, quadrada o rectangular, que no supera l'1,5 metres t’alçaria i acabada en una cúpula cònica.

### La planta
- Circular: És la forma més antiga. Facilita el punt de començament de la cúpula.
- Quadrà: La seva forma interna coincideix amb l'externa
- Rectangular: La seva forma interna coincideix amb l'externa.

#### Les parets
Les parets verticals estan fetes de pedres grosses, més voluminoses a les files inferiors i més xicotetes segons va elevant-se el mur. La paret exterior té una alçària que va dels 1,5 als 2 metres, amb alguna excepció.

#### La porta
El forat de la porta, estava sempre fugint de tramuntana i del ponent, és generalment una llinda simple, és a dir, una pedra plana que es recolza sobre les brancades. 
També s'ha utilitzat l'arc de dues dovelles, dues llindes inclinades formant un angle sobre les brancades laterals, “en barraca”, con diuen a Benaguasil.
També podem trobar l'arc de mig punt, amb pedres allargades col·locades radialment.

#### Les obres de l'interior
Dins del catxirulo podem trobar diversos elements construïts:
- Les fornícules: espais buits que queden entre quatre pedres planes, a manera de xicotets armaris dins del mur.
- Miradors: obertures que travessen els murs per a poder vigilar.
- Respiradors: Orificis que travessen totalment el mur i poden estar fets amb la mateixa técnica que la fornícula o bé col·locant un tronc perpendicularment al mur. En continuar la construcció queda un forat redó.
- El pessebre: són uns menjadors per als animals molt grans.
- Bancs de pedra
- Agarradors: una fornícula amb un pal travessat o una simple estaca amb colze, aprofitant un nus a la branca, clavada en la paret. Servien per lligar els animals.

#### La volta
Quant s'arribava a l'alçada d'un metre aproximadament, s'iniciava la construcció de la cúpula per aproximació de les files circulars amb diàmetre cada vegada menor, les quals anaven tancant-se sobre si mateixes donant la sensació d'una volta: la falsa volta.

## Catxirulos desapareguts
Segons plànols de 1928:
- Catxirulo I. Partida els Cremats, polígon 32, parcel·la 45
- Catxirulo de Cisqui. Partida els Cremats, polígon 32, parcel·la 39
- Catxirulo III. Partida els Cremats, polígon 34, parcel·la 40
- Catxirulo IV. Partida els Cremats, polígon 34, parcel·la 43
- Catxirulo V. Partida els Cremats, polígon 26, parcel·la 3
- Catxirulo del Topairet. Partida el Topairet, polígon 8, parcel·la 41
- Catxirulo VII. Partida Pla de Paterna, polígon 23, parcel·la 184
- Catxirulo VIII. Partida Canyada d'Amorós, polígon 6, parcel·la 47
- Catxirulo IX. Partida els Cabeços, polígon 23, parcel·la 102
- Catxirulo X. Partida els Cabeços, polígon 23, parcel·la 247
- Catxirulo XI. Partida els Cabeços, polígon 26, parcel·la 59

## Catxirulos en l'actualitat
- Catxirulo de Pistola o de L'Ermita. Va ser construït entre 1936-39 pel “Manu” i els germans Alonso, “els Pistoletes”. És un catxirulo de planta circular inclòs en un conjunt de diverses obres de pedra seca: marges, recers i murs. Lloc de descans i experimentació genètica de llavors de secà. Estat de ruïna parcial.
- Catxirulo de Campos o de Ramada. Anterior a 1928 de planta circular i bon estat de conservació. La llinda de pedra de la porta ha desaparegut i s'ha substituït per un llistó. Està recobert d'algeps per dins i parcialment per fora. Li falta la clau de volta i una paret té pedres soltes.
- Catxirulo d'Arrué. Va ser construït cap al 1910 per Pere-Vicent Arrué (1862-1944), llaurador i obrer de Benaguasil. És de planta circular i està en bon estat de conservació. L'única fornícula que té, deu ser un fumeral. És de pedra seca, sense reforç ni lluït.
- Catxirulo de Gepito o d'Escamilla. Posterior a 1928 i de planta circular. Està en un bon estat de conservació. Està reforçat amb algeps per fora i li han afegit una porta de ferro. El mur exterior acaba en un remat simple.
- Catxirulo de la Lois o de Sanxis. Anterior a 1928, és de planta circular i estat de ruïna imminent. Està semi soterrat per l'últim moviment de terra efectuat en la mitgera de darrere de la fábrica que hi ha al costat.
- Catxirulo d'Herràez o de Ros. Anterior a 1905, documentat en 1905 com a catxirulo de Ros. Està en ruïna parcial. El sostre es va derruir després de 1928 i actualment queden les quatre parets, la llinda de la porta i part del seu recer. La planta és quadrada però té els angles arrodonits.
- Catxirulo de Fèlix o de Vivó. Anterior a 1928. La planta és rectangular amb els angles arrodonits i la cúpula és el·líptica. Està perfectament integrat en un gran marge que fa de recer. La porta té una llinda curta sostinguda amb permòdols. És un dels més ben conservats i artístiques del terme.
- Catxirulo de Calmeta o de Vicent el Huitavo. Anterior a 1928, de planta quadrada i en bon estat de conservació. La cúpula és el·líptica tancada amb tres claus o lloses planes. El mur exterior està rematat amb perfecció. Té un pessebre amb agarradors i cinc respiradors a les parets.
- Catxirulo d'Andreuet. Anterior a 1905, de planta circular i bon estat de conservació. La cúpula de pedra acaba en punta i les parets tenen un remat continu. Té una gran llenyera, un respirador i una fornícula convertida en finestra. Se li incorporà una porta reforçada amb algeps.
- Catxirulo de Valls o de Rosquilla l'espigador. És posterior a 1928, de planta circular i està en ruïna parcial.
- Catxirulo de Belloc. Anterior a 1928, de planta circular i bon estat de conservació. Té una cúpula de doble curvatura i per dins està lluït d'algeps. Té un afegit d'obra nova que prolonga l'accés a l'entrada.
- Catxirulo de Ramada o de Rafel el Bugarrenyo. Anterior a 1928, de planta rectangular i en bon estat de conservació. La volta està rematada per un sostre pla amb lloses. Està lluït per dins i reforçat per fora amb algeps.
- Catxirulo de Vivó o de Mílio el Tarongero. Posterior a 1928, de planta circular i en bon estat de conservació. La part de darrere està adossada a un marge, li han col·locat una porta i s'ha emblanquinat.
- Catxirulo de Capella. Anterior a 1928, de planta circular i en bon estat de conservació. Està reforçat i lluït d'algeps, té una fornícula de 60x40 cm. Se li ha afegit una porta i s'han obert 2 finestres a partir de fornícules originals.
- Catxirulo de Xoro o d'Ibáñez/de Parra. Va ser construït cap a 1920 pel “Manu”, és de plata circular i està en bon estat de conservació. És el més gran de Benaguasil. Està unit a un xalet formant una dependència més. La porta era en l'origen una cúpula de mig punt i actualment té una porta de fusta. La paret exterior té un remat en forma de cornisa fet de pedres planes.
- Catxirulo del Mut de Xapa. Anterior a 1928, de planta circular i bon estat de conservació. La porta és de llinda curta, té un recer i una llenyera integrada al marge.
- Catxirulo de Linares o d'Isabel Ibáñez. Anterior a 1928, de planta rectangular i bon estat de conservació. Està integrat a un marge que li fa de recer.
- Catxirulo de Balaguer o de Rafel Cabeça/Batiste el Catrullo. Posterior a 1928, de planta circular i bon estat de conservació. Té un banquet a la vora de la porta, està lluït per dins i reforçat per fora. Té una caseta adossada.
- Catxirulo de Quitèrio. Anterior a 1928, de planta circular i bon estat de conservació. La porta té una llinda curta, està reforçat amb algeps i té una llenyera tan gran com el mateix catxirulo.
- Catxirulo de Palmira o de Ferrandis. Anterior a 1900, de planta rectangular i en estat de ruïna imminent. Està parcialment excavat en roca sedimentària. El sostre està format per grans lloses planes, té una fornícula excavada en la roca i una altra inacabada.
- Catxirulo de Sampa. Cap a 1900, de planta circular i bon estat de conservació. Té dues portes i a l'interior té dos banquets semicirculars que van de porta a porta. No hi ha cap obertura o fornícula. Les portes són arcs de mig punt.
- Catxirulo de Llosà. Va ser construït cap al 1960 per Claudio Llosà, és de planta circular i està en bon estat de conservació. Està reforçat i lluït amb pòrtland. És un híbrid entre catxirulo i barraca de caçador. El sostre no és de pedra i és pla. No té cap finestra ni fornícula.
- Catxirulo de Núgol o dels guardes. Posterior a 1928. Va ser construït per Batiste Cervera “el Polit” amb el seu mestre “Cardoneta”. És de planta circular i està en ruïna parcial. Era una caseta de guardes. Té quatre estratègics miradors, actualment li falta la clau de volta.
- Catxirulo de la Llometa de Rafel o del guarda/de la Retorta. Cap a 1950, de plata quadrada i soles queden les restes. El sostre i la part superior de les parets estan derruïdes, era una caseta de guarda.